# Pizzicato
Il pizzicato (solitamente abbreviato pizz.) è una tecnica usata per suonare gli strumenti ad arco, che si ottiene quando le corde, invece che essere strisciate con l'archetto, vengono pizzicate con le dita: se ne ricava un suono breve e forte.

## Strumenti ad arco

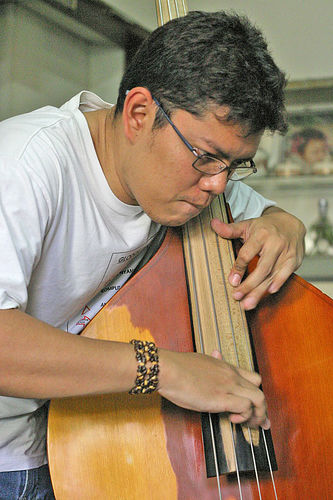
Pizzicato su contrabbasso

I primi riferimenti noti alla tecnica del pizzicato sono nella raccolta The First Part of Ayres (1605) di Tobias Hume, che in The Souldiers Song e in Harke, Harke richiede al gambista di suonare alcune note con le dita, e nel madrigale Il combattimento di Tancredi e Clorinda (1638 circa) di Claudio Monteverdi, che indica agli strumentisti di mettere da parte l'arco e pizzicare le corde con due dita. Nel trattato Versuch einer gründlichen Violinschule (1756) di Leopold Mozart è indicato l'uso dell'indice della mano destra per eseguire i pizzicati.

## Chitarra
La tecnica chiamata "Pizzicato" esiste anche nella chitarra classica. In questo strumento essa consiste nel pizzicare le corde mentre il palmo della mano destra attutisce la vibrazione all'altezza del ponticello. Il suono ricavato è particolarmente morbido ed ovattato. Nell'Ottocento era anche nota col termine di "etouffes" (che in francese significa "soffocato"); alcuni chitarristi, fra cui lo spagnolo Fernando Sor, ne proponevano una versione differente che si realizza, invece che con la mano destra, premendo col dito della mano sinistra esattamente sopra il tasto del manico, anziché nello spazio fra due tasti.